# Iberisk bäcksköldpadda
Iberisk bäcksköldpadda (Mauremys leprosa) är en sköldpaddsart som beskrevs av  August Friedrich Schweigger 1812. Arten ingår i släktet Mauremys och familjen Geoemydidae.

## Underarter
Arten delas in i följande underarter:
- M. l. vanmerhaeghei
- M. l. leprosa
- M. l. atlantica
- M. l. erhardi
- M. l. marokkensis
- M. l. saharica
- M. l. vanderhaeghei
- M. l. wernerkaestlei
- M. l. zizi

## Utbredning
Den iberiska bäcksköldpaddan lever i södra Europa i Spanien och Portugal, i Nordafrika i västra Libyen, Tunisien, Algeriet och Marocko, samt i Västafrika i Benin, Niger och Senegal.

## Levnadssätt
Arten lever i nästan alla typer av permanenta färskvattensamlingar. Den återfinns i floder, bäckar, åar, dammar, myrar, träsk, sjöar och oaser. Den har även påträffats i temporära vattensamlingar såsom dräneringsdiken och latriner och även i bräckt vatten.
Iberiska bäcksköldpaddor äter fisk, grodor, grodyngel, insekter, ryggradslösa vattendjur, vattenväxter och as. Större vuxna individer kan vara kannibaler. Födan kan sväljas både i vattnet eller på land.
Den iberiska bäcksköldpaddan parar sig under tidig vår, mars eller april. Honan bygger bon i maj eller juni, dessa är ofta grunda hål, för det mesta i sandiga områden eller mellan trädrötter. Honorna lägger mellan fyra och tretton ägg åt gången, dessa tar sedan mellan 25 och 70 dagar på sig innan de kläcks. Ungarna är ljusare än vuxna och har drygt 3 centimeter långa skal.